# Guillaume IX d'Auvergne
Pour les articles homonymes, voir Guillaume IX.
Guillaume IX, comte d'Auvergne, est mentionné dans une chronique de 1199. Il est mort sans descendance connue. Il est mort vers 1199.
Il est le fils de Robert IV, comte d'Auvergne, et de Mahaud de Bourgogne, et le frère de Guy II, comte d'Auvergne après lui.